# Calamity Anne's Inheritance
Calamity Anne's Inheritance è un cortometraggio muto del 1913 diretto da Allan Dwan.

## Produzione
Il film fu prodotto dall'American Film Manufacturing Company come Flying A.
Fa parte di una serie di dodici cortometraggi di genere western dedicati al personaggio di Calamity Anne, interpretata da Louise Lester.

## Distribuzione
Distribuito dalla Mutual Film, il film - un cortometraggio in una bobina - uscì nelle sale cinematografiche USA l'11 gennaio 1913. Nel Regno Unito, venne distribuito il 12 marzo 1913. Il 16 febbraio 1917, ne venne fatta una riedizione ribattezzata con il titolo Calamity Anne's Legacy.